# Holzdorf (Jessen)
Holzdorf ist ein Ortsteil der Stadt Jessen (Elster) im Landkreis Wittenberg in Sachsen-Anhalt. Die bis dahin selbständige Gemeinde, zu der noch der Ortsteil Kremitz gehörte, wurde am 1. März 2004 in die Stadt Jessen (Elster) eingemeindet.

## Geografie
Holzdorf liegt südlich des Fläming am Übergang zur Flussniederung der Schwarzen Elster, an deren Ufer die Ortslage Kremitz liegt. Die ursprünglich bewaldeten Flächen der Umgebung werden heute meist landwirtschaftlich genutzt. Unmittelbar östlich des Ortes befindet sich die Grenze zum Land Brandenburg.

## Geschichte
Holzdorf wurde 1419 erstmals urkundlich erwähnt. Die Ortsgründung geht auf einen nahe gelegenen Wirtschaftshof in Mönchenhöfe zurück, von diesem aus ließen Prämonstratensermönche in der waldreichen Gegend umfangreiche Rodungsarbeiten durchführen. Während des Dreißigjährigen Krieges brannte der Ort ab und lag bis zum Jahr 1653 wüst.
Während der Zeit der DDR gehörte die Gemeinde Holzdorf zum Kreis Jessen im Bezirk Cottbus. 1982 wurde das bis dahin in Cottbus beheimatete Jagdfliegergeschwader 1 der NVA auf den seit 1968 errichteten Flugplatz östlich des Ortes verlegt. In diesem Zusammenhang entstand auch die Wohnsiedlung Holzdorf Ost.
1990 wurde der Kreis Jessen und damit auch Holzdorf Teil des Landes Sachsen-Anhalt. Die Wohnsiedlung Holzdorf Ost wurde erst 1993 durch Grenzverschiebung nach einem Staatsvertrag zwischen Sachsen-Anhalt und Brandenburg auch staatsrechtlich Teil Sachsen-Anhalts, faktisch gehörte sie bereits vorher zu Holzdorf.
1991 schloss sich die bis dahin selbständige Gemeinde Kremitz der Gemeinde Holzdorf an, die sich 2004 ihrerseits an Jessen anschloss.

## Religion
Das ursprünglich zum Archidiakonat Niederlausitz des Bistums Meißen gehörende Holzdorf wurde durch die im 16. Jahrhundert durchgeführte Reformation evangelisch-lutherisch.

### Evangelisch-lutherische Kirche

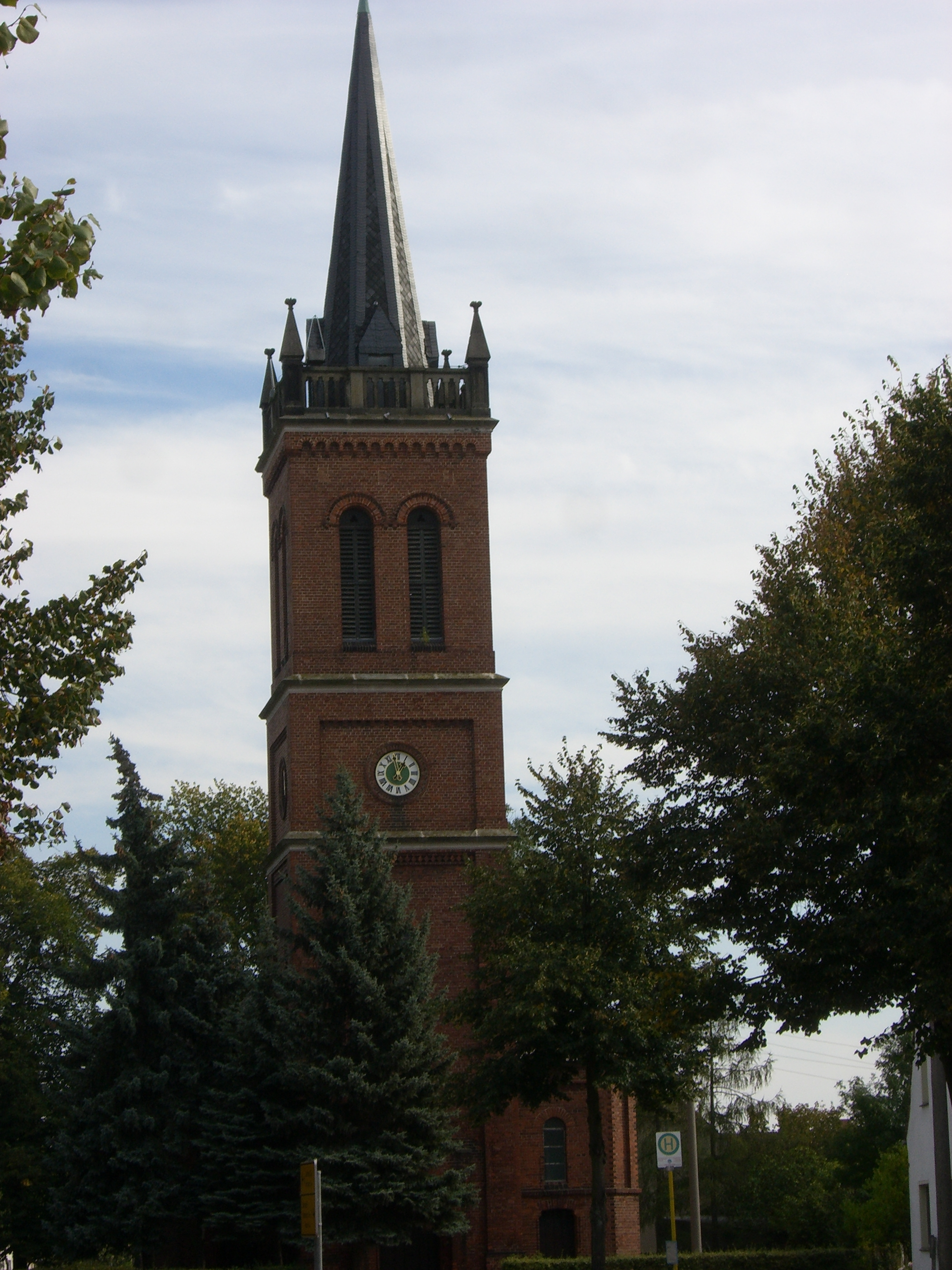
St.-Nicolai-Kirche

Die St.-Nicolai-Kirche in Holzdorf gehört zum Kirchenkreis Wittenberg der Evangelischen Kirche in Mitteldeutschland. Die heutige Kirche, die nach Nikolaus von Myra benannt ist, stammt aus dem 19. Jahrhundert. Ihr Kirchenschiff wurde 1849 erbaut, der heutige Turm 1884.

### Römisch-katholische Kirche
Nach dem Zweiten Weltkrieg kamen durch die Flucht und Vertreibung Deutscher aus Mittel- und Osteuropa ab 1945 wieder Katholiken in größerer Zahl nach Holzdorf und in die umliegenden Ortschaften, sodass am 1. Dezember 1945 in Holzdorf eine katholische Gemeinde gegründet wurde, die zur Pfarrei Bad Liebenwerda gehörte. Erst im Juni 1949 konnte mit Kuratus Josef Muhs (1916–2012) erstmals ein katholischer Priester nach Holzdorf ziehen, da sein Vorgänger keine Wohnung in Holzdorf bekam.
1950 wurde ein Grundstück erworben, die dort vorhandene Scheune wurde nach Plänen des ortsansässigen Architekten Georg Steinbach ab Oktober 1950 zu einer Kapelle umgebaut. Am 15. August 1951, dem Hochfest Mariä Aufnahme in den Himmel, fand durch Dechant Franz Schäfer aus Bad Liebenwerda ihre Benediktion statt. Die Kapelle bekam das Patrozinium St. Mariä Himmelfahrt.
Nachdem die Kapelle zu klein geworden war, wurde auf dem Grundstück Großkorgaer Straße 4 eine Kirche erbaut. Das ebenfalls von Georg Steinbach entworfene Gotteshaus übernahm das Patrozinium der Kapelle. Am 14. November 1954 fand die Grundsteinlegung statt. Die Kirchweihe erfolgte am 21. Dezember 1955 durch Friedrich Maria Rintelen, den in Magdeburg residierenden Weihbischof des Erzbistums Paderborn, zu dem Holzdorf damals gehörte. In dieser Zeit war Josef Kappenstein (1914–1984) Kuratus von Holzdorf, wo er 31 Jahre lang als Seelsorger tätig war. Am 1. Oktober 1956 wurde die Kuratie Holzdorf zur Filialkirchengemeinde erhoben, zur Errichtung einer Pfarrei kam es in Holzdorf nicht.
Nachdem die Zahl der Katholiken in der Filialkirchengemeinde Holzdorf erheblich abgesunken war, wurde die Kirche geschlossen und 2004 abgerissen. Heute gehören Katholiken in Holzdorf zur Pfarrei St. Marien Wittenberg, die nächstgelegene katholische Kirche ist die Heilig-Geist-Kirche in Jessen (Elster).

## Sehenswürdigkeiten
→ siehe auch: Liste der Kulturdenkmale in Holzdorf
Die Kirche des Ortes ist ein einschiffiger Backsteinbau mit quadratischem Westturm, der aus dem Jahr 1884 stammt.

## Wirtschaft
Neben der Landwirtschaft ist der nahe gelegene Fliegerhorst Schönewalde/Holzdorf mit etwa 400 Bediensteten die hauptsächliche Verdienstquelle der Bewohner, wobei der Fliegerhorst selbst zu etwa 90 % auf dem Gebiet der Stadt Schönewalde in Brandenburg liegt.
Außerdem ist Holzdorf mit verschiedenen Geschäften und Arztpraxen ein regionales Zentrum auch für die umliegenden Dörfer.
Auf dem Fliegerhorst, einem früheren NVA-Gelände, entsteht bis Ende 2025 einer der drei für die BRD geplanten Stützpunkte des Raketenabwehrsystems Arrow-3. Ab 2027 wird eine Hubschrauber-Staffel stationiert mit 700 zusätzlichen militärischen und zivilen Beschäftigten.

## Verkehr
Holzdorf (Elster) liegt an der Bahnstrecke Jüterbog–Röderau. Dort halten im Zweistundentakt Regionalexpress-Züge der Brandenburger Linie RE 4 Rathenow – Berlin – Falkenberg/Elster.
Außerdem führt die Bundesstraße 187 durch Holzdorf.